# Fléau Fokker
Vous lisez un « bon article » labellisé en 2024.

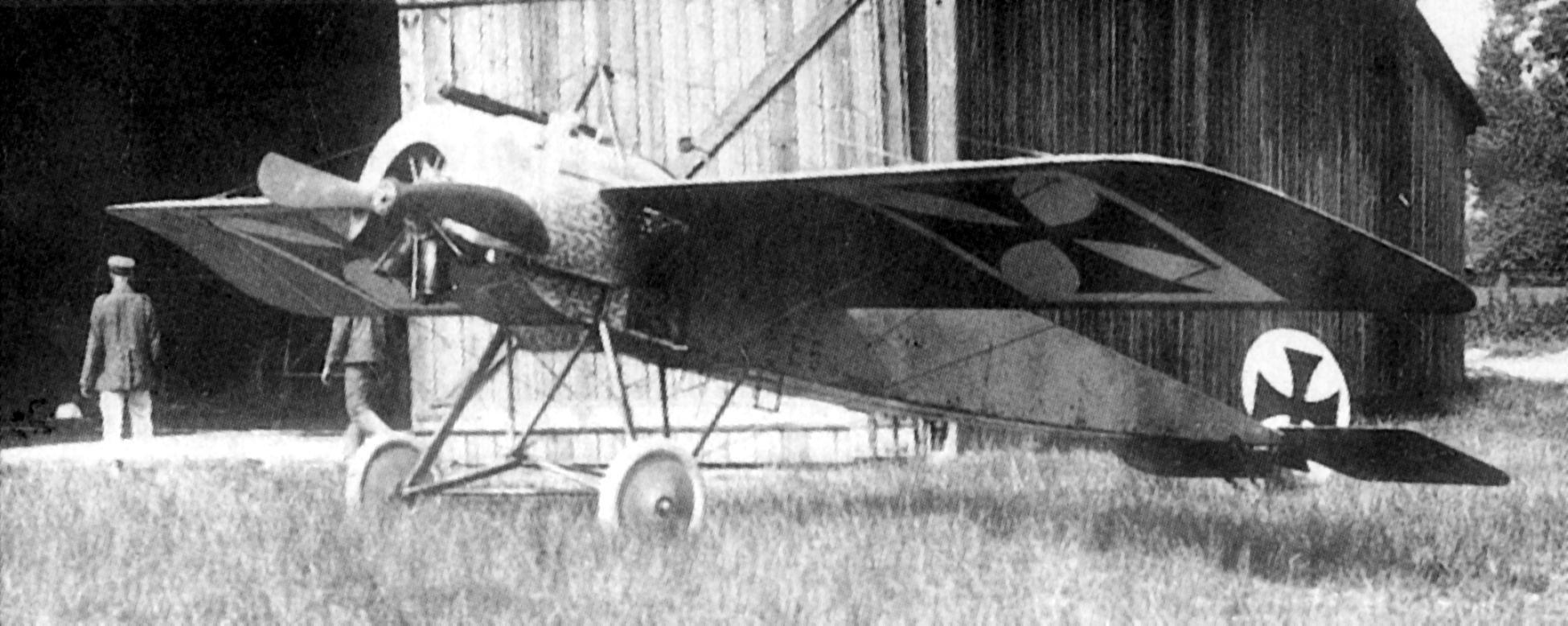
Le Fokker Eindecker M.5K/MG no E.5/15 de Kurt Wintgens, piloté par ce dernier le 1er juillet 1915, lors du premier combat aérien remporté par un avion équipé d'une mitrailleuse synchronisée.

Le fléau Fokker (Fokker Scourge ou Fokker Scare en anglais) est une période de l'histoire de l'aviation pendant la Première Guerre mondiale allant de juillet 1915 au début 1916. Au cours de ces quelques mois, les unités du service aérien de l'armée impériale allemande (Die Fliegertruppen des deutschen Kaiserreiches) prennent l'avantage sur leurs adversaires du Royal Flying Corps (RFC) et de l'Aéronautique militaire, principalement grâce à la supériorité technologique de leurs avions : les Fokker Eindecker.
Le Fokker est le premier avion militaire à recevoir une mitrailleuse synchronisée pour tirer dans le champ de l'hélice sans frapper les pales. L'avantage tactique de viser sa cible en orientant l'avion lui-même et non la mitrailleuse, et la surprise de son introduction contribuent à la domination allemande au combat aérien à la fin de l'année 1915. Cela suscite des craintes importantes, particulièrement chez les Britanniques. Cependant, l'impact réel de cette nouveauté est à relativiser. 
La supériorité allemande ne prend fin qu'en 1916 avec l'arrivée en nombre des chasseurs français Nieuport 11 et britanniques Airco DH.2, capables de rivaliser avec les Eindecker, bien que les derniers monoplans Fokker ne soient finalement remplacés qu'en août-septembre 1916. 
Le terme Fokker Scourge est inventé par la presse britannique au milieu de l'année 1916, après que les Eindecker sont surclassés par les nouveaux types d'avions alliés. Son apparition de ce terme coïncide avec une campagne politique et médiatique visant à mettre fin à ce qui est perçu comme le monopole de la Royal Aircraft Factory (RAF) dans la fourniture d'avions au Royal Flying Corps. Cette campagne lancée par le journaliste aéronautique Charles Grey et le membre du Parlement Noel Pemberton Billing (par ailleurs fondateur de l'entreprise Supermarine et grand amateur d'aviation militaire) vise essentiellement à dénigrer la production de la RAF au profit des constructeurs privés.

## Contexte

### Débuts de la guerre aérienne

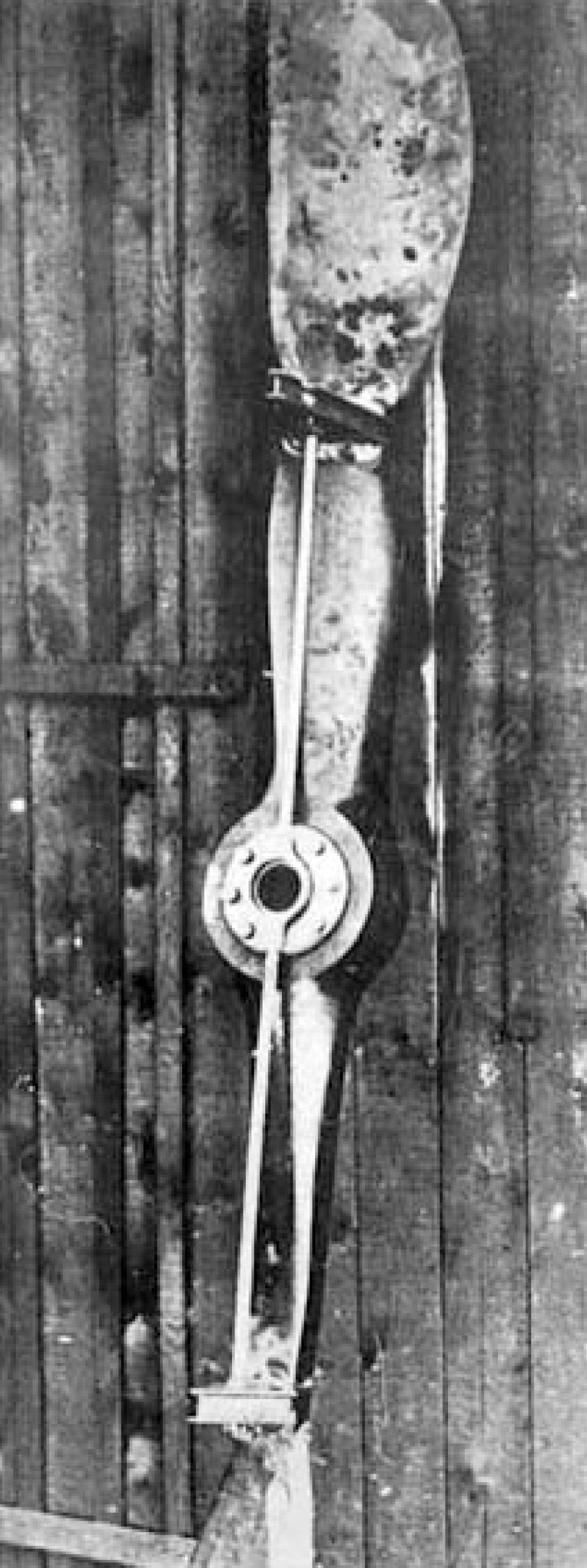
L'hélice de l'avion de Roland Garros, sur laquelle on peut voir les déflecteurs et des barres de renforcement destinés à parer les balles.

Avec le développement des affrontements aériens au tout début de la Première Guerre mondiale, les Alliés prennent l'avantage sur les Allemands en introduisant des appareils armés de mitrailleuses tels que le chasseur Vickers F.B.5 Gunbus et le Morane-Saulnier L,. Les systèmes de tir de ces appareils sont toutefois plus ou moins expérimentaux. Si le Vickers F.B.5 embarque un observateur qui sert de mitrailleur, le Morane-Saulnier est principalement un monoplace. Les Français doivent donc trouver un moyen de faire fonctionner une mitrailleuse tout en pilotant l'avion. En décembre 1914, l'aviateur français Roland Garros, qui sert alors dans l'escadrille 23 (en), travaille avec Raymond Saulnier pour créer un mécanisme de tir synchronisé à travers l'hélice, en utilisant la mitrailleuse légère Hotchkiss M1909 Benét–Mercié. Cependant, la cadence de tir fluctue trop pour que le synchroniseur fonctionne correctement. En guise de mesure provisoire, les deux hommes conçoivent alors un « dispositif de sécurité » en rajoutant aux pales de l'hélice des déflecteurs en métal aux endroits où elles sont touchées par des balles lors des problèmes de synchronisation.
Au début de l'année 1915, l'Oberste Heeresleitung (OHL, commandement suprême de l'armée allemande) ordonne la mise au point d'avions armés de mitrailleuses pour contrer ceux des Alliés. Les nouveaux biplaces armés de classe « C » et les bimoteurs de classe « K » (plus tard « G »), tels que le bombardier AEG G.I, sont rattachés par un ou deux aux Feldflieger Abteilungen (FFA, qui peut se traduire par « Groupes d'aviation de campagne »), des détachements d'observation d'artillerie et de reconnaissance. Ces appareils armés ont pour mission de participer à des sorties de chasse ou d'escorter d'autres appareils,,.
Le 18 avril 1915, le Morane-Saulnier L de Roland Garros est capturé, après qu'il est forcé d'atterrir derrière les lignes allemandes. Depuis le début de ce mois, Garros a remporté trois victoires aériennes grâce à la mitrailleuse montée dans l'axe de son avion et aux déflecteurs qui protègent son hélice,. Le pilote français brûle son appareil mais ne parvient pas à dissimuler sa spécificité. Intéressé, le haut-commandement allemand demande à plusieurs fabricants d'avions d'en produire une copie. Parmi eux se trouve l'entrepreneur néerlandais Anthony Fokker.

### Synchronisation des tirs
La société Fokker produit sur la base du Morane-Saulnier de Roland Garros le Stangensteuerung (« contrôleur de tige de poussée »), un véritable système de synchronisation. Les impulsions d'une came entraînée par le moteur contrôlent la synchronisation de la mitrailleuse pour que son tir soit calé sur les intervalles entre les passages des pales de l'hélice devant le canon de la mitrailleuse montée sur le nez de l'avion. Contrairement aux mécanismes proposés précédemment, le Stangensteuerung est monté sur un avion et testé en vol. Le prototype est présenté à Idflieg par Fokker en personne les 19 et 20 mai 1915 sur le terrain d'essai de Döberitz, près de Berlin. Le 30 mai 1915, le Leutnant Otto Parschau effectue des essais aux commandes de l'appareil.
Dans une biographie publiée après la guerre, Anthony Fokker affirme qu'il a conçu le système en 48 heures, mais il a probablement été conçu en réalité par Heinrich Lübbe (en), un ingénieur de son entreprise. L'idée de ce type de mécanisme n'est pas nouvelle à l'époque : parmi plusieurs brevets similaires déposés avant-guerre figure celui de Franz Schneider (de), un ingénieur suisse qui avait travaillé pour Nieuport et la société allemande LVG,. 
Le dispositif est monté après les tests sur le type de Fokker le plus adapté, le Fokker M.5.K (Fokker A.III sous sa désignation militaire), dont l'exemplaire A.16/15, confié à Otto Parschau, devient le prototype de la série de chasseurs Fokker Eindecker (littéralement « monoplan Fokker »),. En mai et juin 1915, Anthony Fokker fait la démonstration de l'A.16/15 à certains des premiers pilotes de chasse allemands, dont Kurt Wintgens, Oswald Boelcke et Max Immelmann. Le Fokker Eindecker, avec ses commandes très semblables au Morane-Saulnier, une gouverne de profondeur trop sensible et un contrôle latéral douteux, est un avion difficile à piloter. Otto Parschau, qui a l'expérience des Fokker A.III, se charge de la formation des pilotes au nouveau chasseur,. Les premiers Eindecker sont ensuite rattachés aux FFA (Feldflieger Abteilungen), à raison d'un ou deux par unité, pour protéger les avions de reconnaissance contre leurs adversaires alliés armés de mitrailleuses.

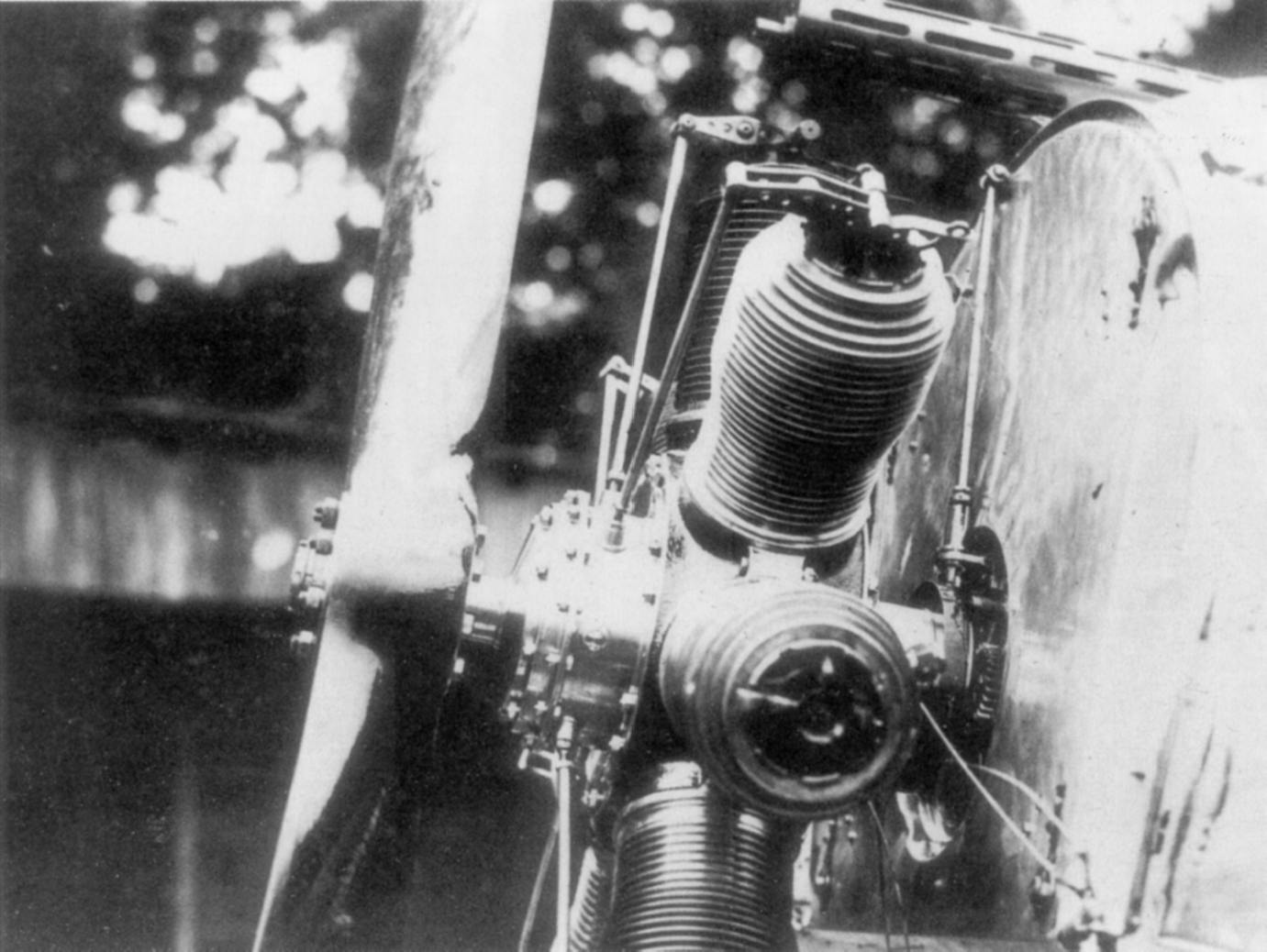
Gros plan du moteur rotatif à sept cylindres Oberursel U.0 d'un Fokker Eindecker E.I. et de l'unité came/tige d'entraînement du système de synchronisation. Pour prendre cette photo, le carter du moteur a été retiré.

## Histoire

### Introduction des Eindecker
Le Fokker Eindecker E.5/15, le dernier de la pré-production, aurait été piloté au combat pour la première fois par Kurt Wintgens, du FFA 6, entre le 1er et le 4 juillet 1915. Il remporte des victoires contre des Morane-Saulnier L français, bien au-delà des lignes françaises. Ses revendications ne sont pas confirmées, mais des recherches ultérieures ont montré que la première d'entre elles correspond dans les registres français à la perte d'un Morane abattu le 1er juillet près de Lunéville, avec un aviateur blessé et un moteur endommagé, suivi trois jours plus tard d'un autre dans le même secteur, ce qui semblerait accréditer le témoignage de Wintgens. Le 15 juillet, Wintgens passe au FFA 48 et remporte sa première victoire confirmée aux commandes d'un Eindecker, contre un autre Morane-Saulnier L.

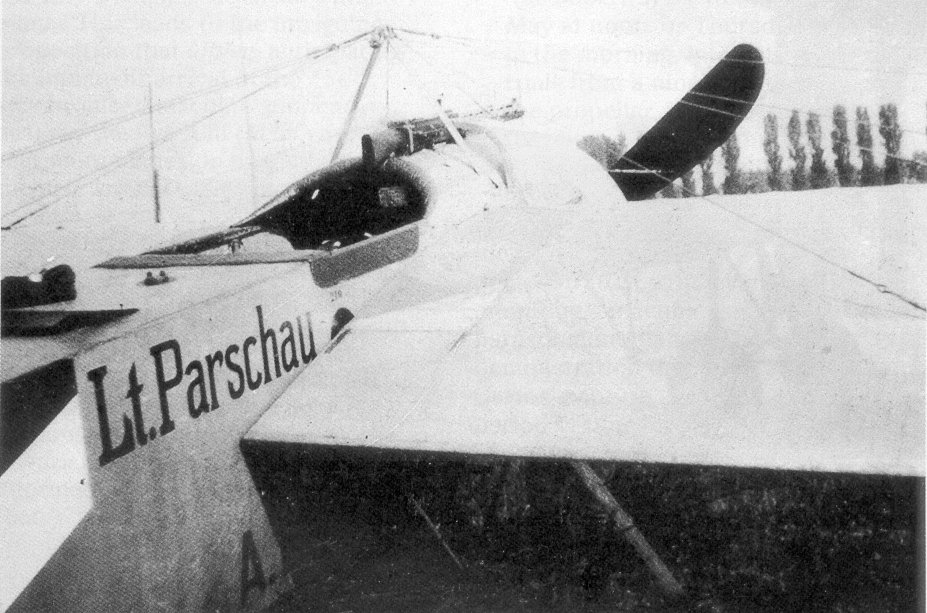
La machine verte d'Otto Parschau (le Fokker A.III A.16/15) avec un synchroniseur. Cet appareil sert de prototype au Fokker Eindecker.

Pendant ce temps, Otto Parschau reçoit le nouvel E.1/15, le premier des cinq Fokker M.5K/MG destinés aux essais en situation de combat de la ligne d'avions Eindecker. Parallèlement, l'A.16/15 qu'il pilote depuis le début de la guerre, est renvoyé à l'usine Fokker Flugzeugbau de Schwerin-Gorries pour y être mis au point. À la fin du mois de juillet 1915, une quinzaine d'Eindecker sont opérationnels dans diverses unités, dont cinq M.5K/MG et une dizaine de modèles E.I. nouvellement produits. Les pilotes utilisent le nouvel avion comme une activité secondaire, lorsqu'ils n'effectuent pas d'opérations normales à bord d'avions de reconnaissance biplaces. Le prototype M.5K/MG E.3/15, le premier Eindecker livré au FFA 62 (armé d'une mitrailleuse synchronisée par la première version peu fiable du système Fokker) est attribué conjointement à deux pilotes prometteurs : Oswald Boelcke et Max Immelmann. Les deux hommes se le partagent et s'entraînent à le maîtriser sur leur temps libre, en s'exerçant notamment au tir sur des cibles au sol. Immelmann se voit bientôt attribuer un des premiers Fokker E.I, le modèle E.13/15, l'un des premiers armés de la mitrailleuse lMG 08 (une version allégée de la MG08 Spandau), utilisant la version de production plus fiable de la synchronisation Fokker.

### Le«fléau»

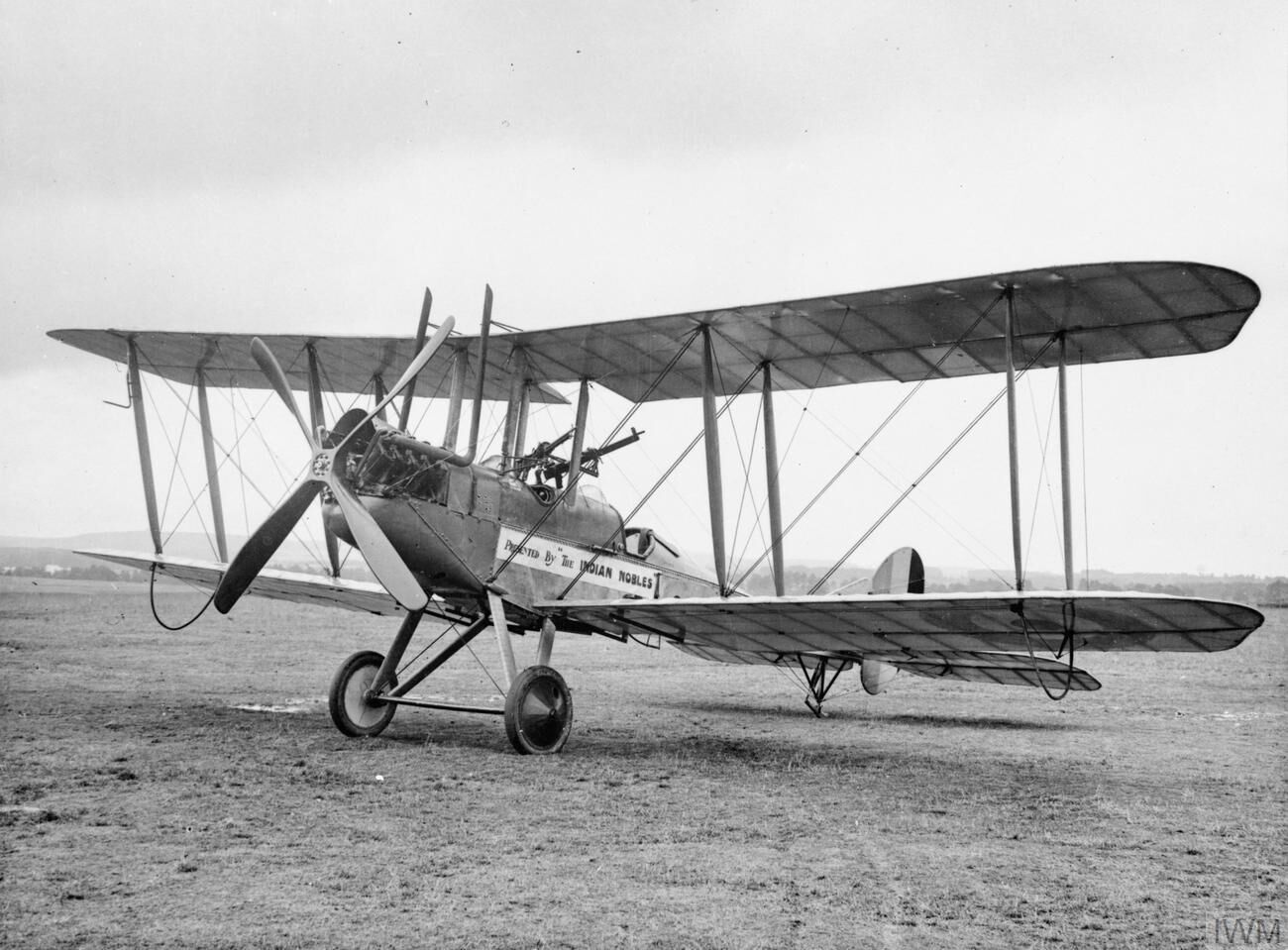
Royal Aircraft Factory B.E.2c similaire à celui abattu par Max Immelmann le 1 août 1915. Celui-ci est en configuration d'observation, avec une mitrailleuse montée pour être utilisée depuis le poste de l'observateur (derrière le pilote). En configuration de bombardement, cette mitrailleuse et l'observateur étaient tous les deux absents.

Les Britanniques considèrent généralement que le fléau Fokker commence le 1er août 1915, lorsque des B.E.2c du No. 2 Squadron RFC bombardent la base du FFA 62 à 5 h 45 du matin. Les pilotes allemands sont tirés du lit et décollent rapidement pour riposter ; parmi eux se trouvent Boelcke (très probablement toujours affecté au Fokker E.3/15) et Immelmann (pilotant le E.13/15). Boelcke est victime de l'enrayage de sa mitrailleuse et doit abandonner la poursuite mais Immelmann rattrape un B.E.2c. Cet avion britannique est alors en configuration bombardier, c'est-à-dire sans observateur ni mitrailleuse Lewis, le pilote n'étant armé que d'un pistolet automatique. Immelmann s'engage dans un combat qui dure une dizaine de minutes et lors duquel il tire près de 450 cartouches (malgré plusieurs enrayages de sa mitrailleuse) qui criblent sa cible et blessent le pilote au bras. Celui-ci (le lieutenant canadien William Reid), atterrit ensuite en urgence dans les lignes allemandes et est fait prisonnier par Immelmann en personne. Les victoires revendiquées plus tôt par Kurt Wintgens sur une machine de pré-production sont peu connues à l'époque, ce qui conduit Max Immelmann à être crédité publiquement de la première victoire obtenue à bord des nouveaux Fokker Eindecker.
Les nouveaux avions Fokker poursuivent leur phase de fabrication et sont déployés en nombre croissant au front dans les mois qui suivent. Fin octobre, après la bataille de Loos, les pilotes britanniques rencontrent de plus en plus d'appareils identifiés comme des Fokker (une impression encore renforcée par la présence de Pfalz E.I, d'un profil très similaire aux Eindecker). En décembre, une quarantaine de Fokker sont en service dans les unités allemandes,,.

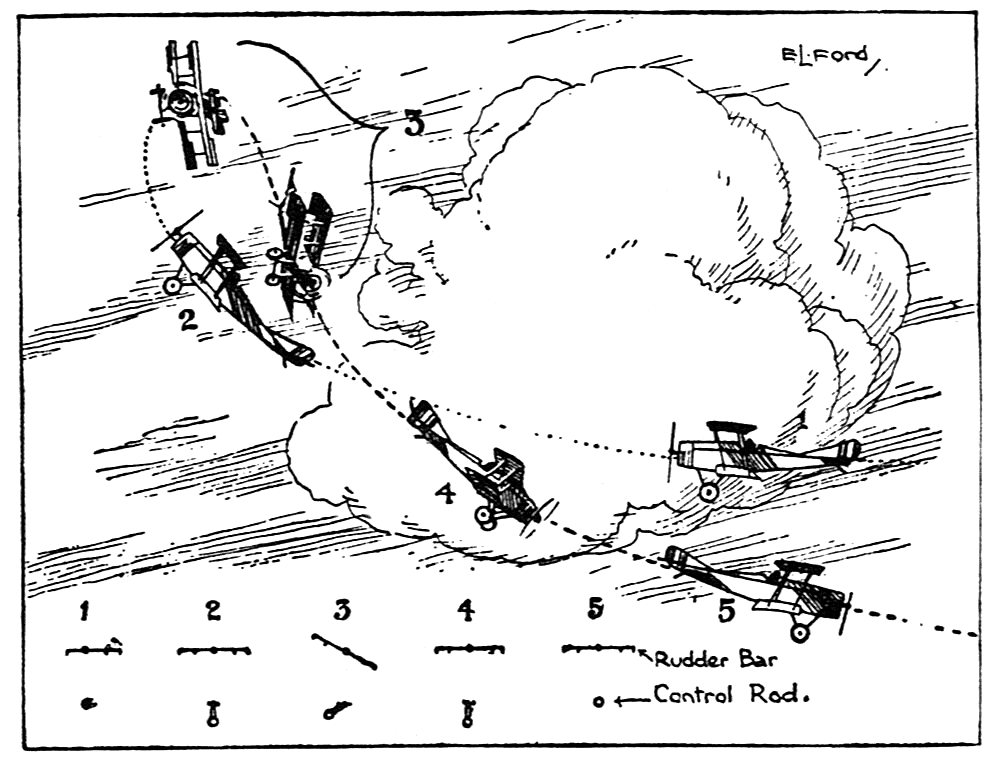
Schéma de la manœuvre du virage Immelmann dans un manuel de vol britannique en 1918.

Avec les nouveaux chasseurs, les pilotes allemands peuvent effectuer de longs piqués et ajuster leur tir simplement en orientant l'avion, contrairement à leurs adversaires. La mitrailleuse est également alimentée par une bande de munitions, contrairement aux mitrailleuses Lewis à tambour des Britanniques, qui doivent être rechargées plus fréquemment en combat. Pour exploiter pleinement les capacités de leurs appareils, les pilotes de Fokker prennent l'habitude de voler en haute altitude et de plonger sur leur cible, généralement avec le soleil dans le dos, avant de tirer une longue rafale et de continuer à plonger jusqu'à ce qu'ils soient hors de portée. Si l'avion britannique n'est pas abattu, le pilote allemand peut ensuite remonter et répéter l'opération. Max Immelmann invente pour cela le virage Immelmann, une manœuvre constituée d'un demi-looping avec un demi-tonneau, qui ramène l'avion dans une position depuis laquelle il peut à nouveau piquer sur sa cible.
| Mois      | Total |
| --------- | ----- |
| Juin      | 6     |
| Juillet   | 15    |
| Août      | 10    |
| Septembre | 14    |
| Octobre   | 12    |
| Novembre  | 16    |
| Décembre  | 17    |
| Janvier   | 30    |
| Total     | 120   |

Chez les pilotes britanniques, la réputation des nouveaux chasseurs dépasse leurs effets matériels et, en octobre, le commandement du RFC s'inquiète de la volonté des pilotes d'éviter les combats. Malgré les craintes suscitées par les Fokker, l'augmentation des pertes du RFC à partir du mois de juillet 1915 peut s'expliquer par d'autres facteurs : le nombre d'avions déployés au front augmente (de 85 à 161 entre mars et septembre 1915) et les pertes suivent logiquement ; l'hiver 1915-1916 est également particulièrement rude et les pilotes des nouveaux biplaces allemands déployés à cette période utilisent des tactiques agressives,.
Malgré cela, Boelcke et Immelmann continuent de remporter des succès, tout comme Hans-Joachim Buddecke, Ernst von Althaus et Rudolf Berthold du FFA 23. La liste « officielle » des revendications des pilotes Fokker pour le second semestre de 1915 comprend 28 victoires, dont un grand nombre sur des avions français,. Le mois de janvier 1916 apporte treize revendications supplémentaires, la plupart contre des Français, suivies de vingt autres en février,. La plupart des victoires sont remportées par des as expérimentés plutôt que par les nouveaux pilotes aux commandes des nouveaux Fokker qui continuent d'arriver au front. Les pertes alliées sont légères par la suite, mais la supériorité allemande et la réputation d'invincibilité des Eindecker consternent les commandants alliés et sapent le moral des aviateurs franco-britanniques,. Dans ses mémoires (Sagittarius Rising, 1936), Cecil Lewis écrit : 
Les ouï-dire et quelques rencontres chanceuses ont fait que la machine était respectée, pour ne pas dire redoutée en comparaison des machines lentes et peu maniables que nous utilisions à l'époque pour l'observation de l'artillerie et les patrouilles offensives.
Le 14 janvier 1916, le QG du RFC ordonne que, jusqu'à l'arrivée de meilleurs appareils, les avions de reconnaissance à longue et courte portée soient accompagnés de trois avions d'escorte volant en formation serrée. Si le contact avec l'escorte est perdu, la reconnaissance doit être annulée, tout comme les reconnaissances photographiques à grande distance au-delà de la ligne de front. L'envoi du B.E.2c au combat sans un observateur armé d'une mitrailleuse Lewis devient également moins courant. Cette nouvelle tactique de concentration des avions a pour effet de réduire le nombre de sorties de reconnaissance que le RFC peut effectuer.
De nouvelles formations défensives sont mises au point pour contrecarrer l'avantage allemand : la méthode de la No. 2 Wing RFC consiste à placer l'avion de reconnaissance en tête, escorté de chaque côté 500 pieds (150 m) plus haut, avec une autre escorte 1 000 pieds (300 m) derrière et au-dessus. Le 7 février 1916, lors d'une reconnaissance à longue distance de la No. 2 Wing RFC, le pilote d'observation vole à 7 500 pieds (2 300 m) lorsqu'un avion allemand apparaît au-dessus de Roulers et sept autres se rapprochent derrière la formation. À l'ouest de Thourout, deux Fokker arrivent et attaquent aussitôt, l'un plongeant sur l'appareil de reconnaissance et l'autre sur un avion d'escorte sans réussir à les toucher et sans retenter leur chance. Six autres appareils allemands apparaissent au-dessus de Cortemarck et forment un cortège de quatorze avions qui traquent la formation britannique. Aucun des pilotes allemands n'attaque cependant à ce moment et tous les avions britanniques reviennent à leur base mais ils rencontrent en chemin deux autres avions allemands revenant d'un raid de bombardement, qui ouvrent le feu et blessent mortellement le pilote de l'un des escorteurs. Les Britanniques attribuent la prudence allemande lors de cette mission à la nouvelle méthode d'escorte de la No. 2 Wing RFC, plus difficile à perturber pour isoler des cibles faciles.
Toujours le 7 février 1916, une mission d'observation du No. 12 Squadron RFC est annulée au dernier moment mais sa composition révèle à quel point les Britanniques doivent renforcer leurs moyens pour lutter contre les Fokker : le B.E.2c. d'observation est escorté par trois autres B.E.2c, deux F.E.2 et un Bristol Scout de son escadron ainsi que par six autres avions d'un autre escadron. Les vols de reconnaissance britanniques et français, destinés à obtenir des photographies aériennes pour le renseignement et des données de télémétrie pour leur artillerie, deviennent nettement plus risqués à partir du déploiement au front du Fokker Eindecker. Les Français sont également obligés d'abandonner les bombardements de jour et les raids longue distance par crainte des Fokker (et de la DCA) à partir du milieu de l'année 1915, après de grosses pertes.
Cependant, les Allemands ne parviennent pas à pousser leur avantage. En effet, pour maintenir le secret du dispositif de synchronisation, les pilotes ont l'interdiction de s'aventurer dans les lignes alliées (pour diverses raisons cette interdiction a prévalu jusqu'à la fin de la guerre et l'aviation allemande est donc restée globalement sur la défensive),.

### Remise en jeu de la domination aérienne

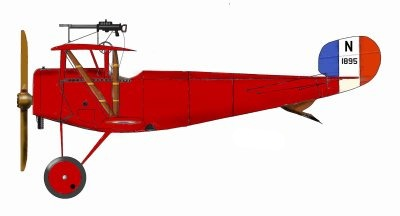
Le Nieuport 11 rouge caractéristique de Jean Navarre, surnommé La Sentinelle de Verdun pendant la bataille.

Le « fléau » perd de sa force lors de la bataille de Verdun. Les Allemands tentent d'imposer un barrage aérien (Luftsperre) qui dissimule à la reconnaissance aérienne française une grande partie de la préparation de l'offensive,. Lorsque la bataille commence, la chasse allemande dotée de Fokker E.III est nettement supérieure à celle des Français. Charles de Tricornot de Rose, considéré comme le père de l'aviation de chasse française, est appelé à Verdun par Pétain pour réorganiser les unités françaises de manière à concurrencer les Allemands à partir du printemps. Cette réorganisation reprend le même principe que la méthode britannique : concentrer les forces pour lutter contre des Eindecker qui volent souvent en petit nombre. Pour cela, de Tricornot de Rose organise des escadrilles de chasse spécialisées et bénéficie du nombre croissant de nouveaux chasseurs Nieuport 11 « Bébé ». Ces nouveaux modèles surpassent les Eindecker mais ne disposent toujours pas d'un système de synchronisation,. Grâce à ces facteurs l'Aéronautique militaire reprend vite la domination du ciel de Verdun.

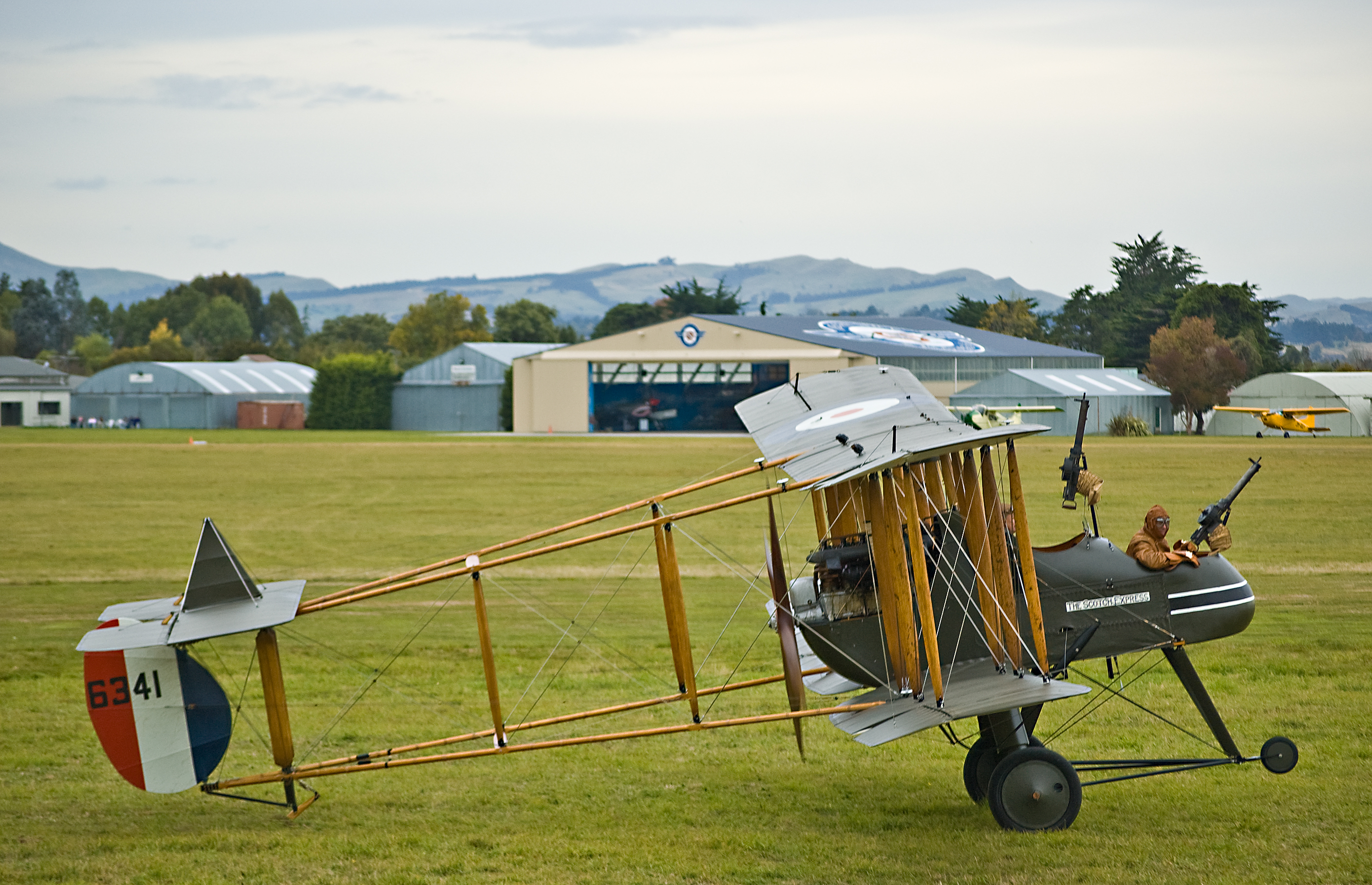
Réplique d'un Royal Aircraft Factory F.E.2b. L'observateur a deux mitrailleuses à sa disposition, pour pouvoir tirer aussi bien vers l'avant que vers l'arrière.

Côté britannique, les F.E.2b remplacent progressivement les Vickers F.B.5 à partir de la fin de l'année 1915. Dans les F.E.2b, le pilote comme l'observateur ont une bonne vue vers l'avant mais l'observateur-mitrailleur est également capable de tirer vers l'arrière par-dessus la queue de l'appareil. Le No. 20 Squadron (en), le premier équipé du nouvel avion, arrive en France le 23 janvier 1916 pour effectuer des vols de reconnaissance et d'escorte à longue distance. Les nouveaux appareils n'ont pas la vitesse nécessaire pour poursuivre les Fokker et leur maniabilité est limitée, mais les F.E.2 deviennent des adversaires redoutables pour les Allemands, en particulier lorsqu'ils volent en formation.

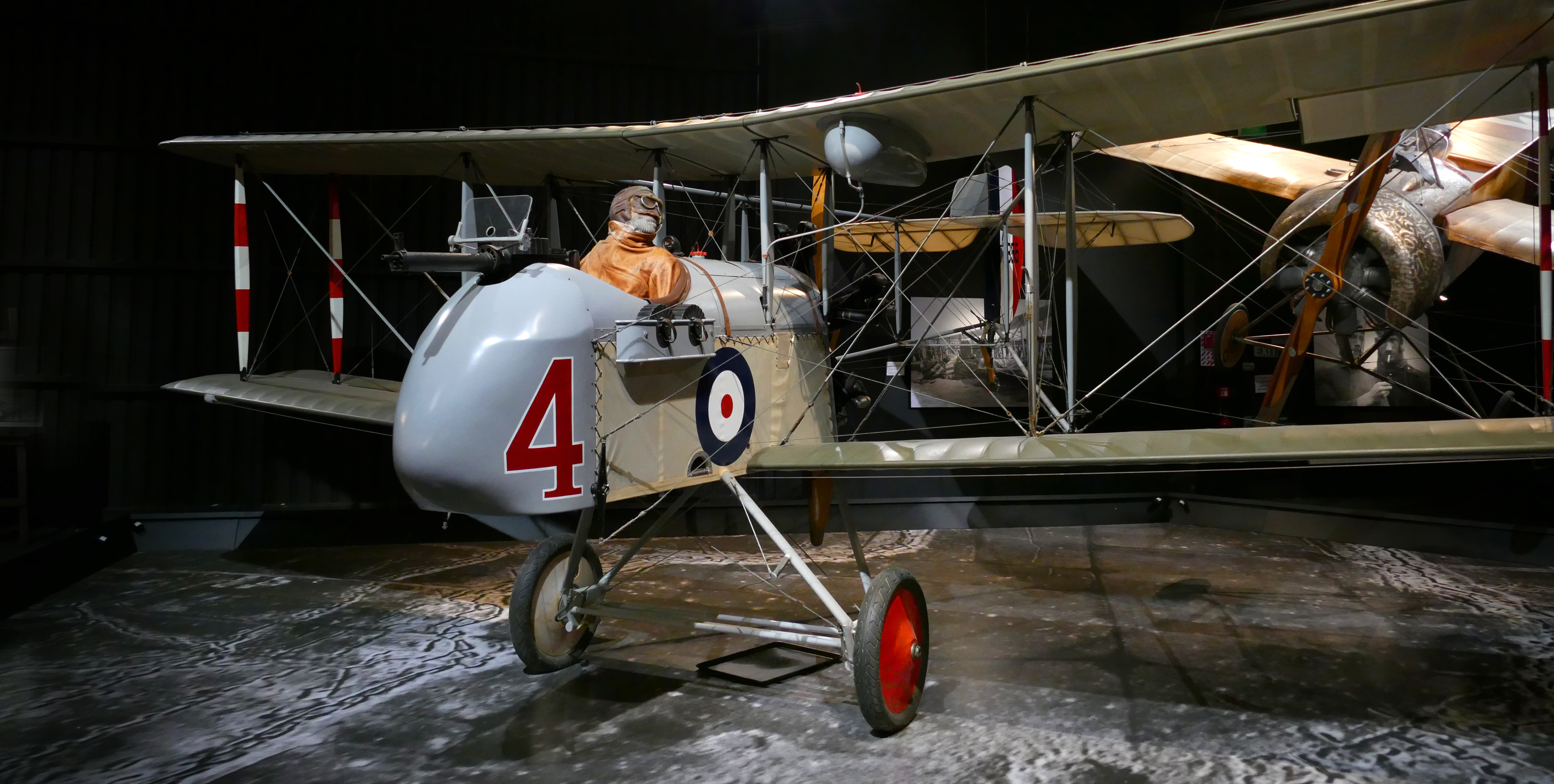
Reproduction d'un Airco DH.2 montrant le poste de pilotage et la mitrailleuse fixée à l'avant, dans l'axe de l'avion.

L'Airco DH.2, un chasseur monoplace, commence à arriver sur le front en février 1916. Cet appareil a des performances modestes mais sa plus grande maniabilité lui donne un avantage sur les Eindecker. Le DH.2 (comme le F.E.2) contourne le problème de la synchronisation entre la mitrailleuse et l'hélice en déplaçant celle-ci derrière le poste de pilotage (configuration en hélice propulsive), ce qui permet de fixer une mitrailleuse à l'avant de l'avion. Le 8 février, le No. 24 Squadron RFC (en) du major Lanoe Hawker arrive en France et commence à patrouiller le secteur de la Somme avec ses DH.2. Six autres escadrons suivent peu de temps après. L'avion est difficile à maîtriser en raison de sa configuration propulsive et très désagréable à piloter en hiver à cause de son cockpit ouvert à tous les vents, mais les pilotes britanniques découvrent lors des premiers affrontements avec des Fokker qu'ils les surclassent en maniabilité avec leurs nouveaux avions. Les Nieuport français s'avèrent encore plus efficaces selon les Britanniques, qui en reçoivent quelques-uns. En mars 1916, malgré de fréquentes rencontres avec des Fokker et les succès des premiers as allemands, le « fléau Fokker » est presque terminé. La fin du secret des Eindecker est précipitée en avril, lorsqu'un pilote allemand atterrit par erreur sur un aérodrome britannique avec son Fokker E.III. Les Britanniques inspectent l'avion capturé et sont déçus par les performances de l'avion, qu'ils imaginaient supérieures. Mais surtout, ils découvrent le Stangensteuerung, le système de synchronisation développé par Anthony Fokker. Une copie est montée sur un Bristol Scout dès le 25 mars et le Sopwith 1½ Strutter, doté par défaut d'un système de synchronisation développé par les Britanniques à partir de la fin de l'année 1915, est mis en service dans le RFC et le RNAS à partir d'avril.

### Fin des Eindecker
L'effet des nouveaux avions alliés, en particulier le Nieuport, préoccupe beaucoup les pilotes de Fokker ; certains vont même jusqu'à préférer piloter des avions alliés capturés. L'Idflieg est suffisamment désespéré pour ordonner aux entreprises allemandes de construire des copies de Nieuport en petit nombre afin de combler le manque en attendant de nouveaux modèles plus performants,. De nouveaux chasseurs biplans monoplaces de type D, en particulier le Fokker D.II et le Halberstadt D.II, sont alors à l'essai depuis la fin de l'année 1915 et le remplacement des monoplans par ces types de chasseurs commence à la mi-1916.

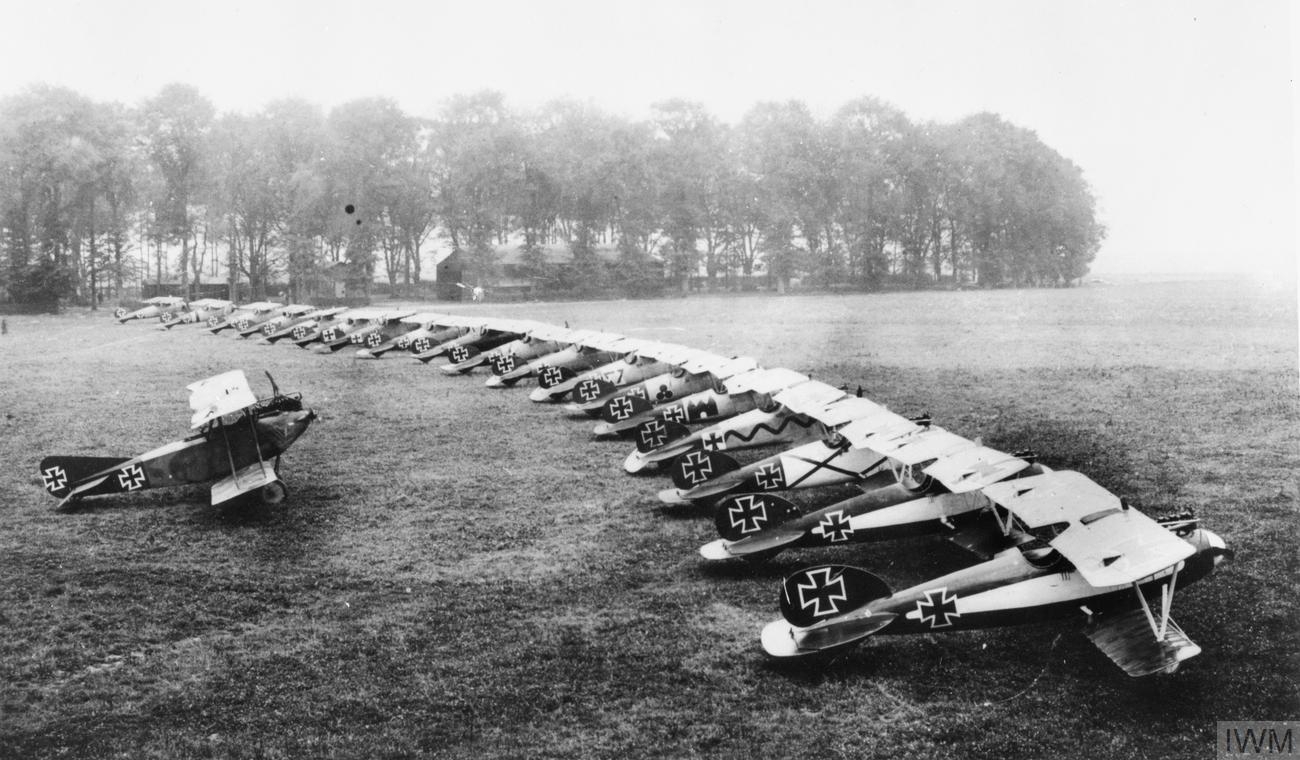
Effectif théorique d'une Jagdstaffel (la plupart des escadrilles disposent cependant de plus d'avions que de pilotes). Il s'agit ici d'Albatros D.V de la Jagdstaffel 12 alignés sur l'aérodrome de Roucourt, en août-septembre 1917. Derrière eux se trouve un AEG C.IV.

En février 1916, l'inspecteur-major du service aérien de l'armée, Friedrich Stempel, commence à assembler des Kampfeinsitzer Kommando (KEK, littéralement « unité de combat monoplace »). Les KEK sont des unités composées de deux à quatre chasseurs, équipées d'Eindecker et d'autres types d'appareils ayant servi dans les Feldflieger Abteilungen pendant l'hiver 1915-1916. En juillet 1916, des KEK sont formées à Vaux, Avillers, Jametz et Cunel, près de Verdun, ainsi qu'à d'autres endroits sur le front occidental, en tant qu'unités de Luftwachtdienst (service de garde aérienne), destinées à empêcher les opérations aériennes alliées derrière les lignes allemandes. Fin mai, l'activité aérienne allemande sur le front britannique diminue sensiblement, tandis que le commandant des Fliegertruppen, l'Oberst (colonel) Hermann von der Lieth-Thomsen, réorganise l'aviation allemande. Les KEK sont regroupées et développées pour former des Jagdstaffeln (escadrilles de chasse) dont les premières sont opérationnelles vers septembre 1916. Les derniers Eindecker sont retirés du front à peu près au même moment.

## Conséquences

### Analyses et campagne de presse au Royaume-Uni

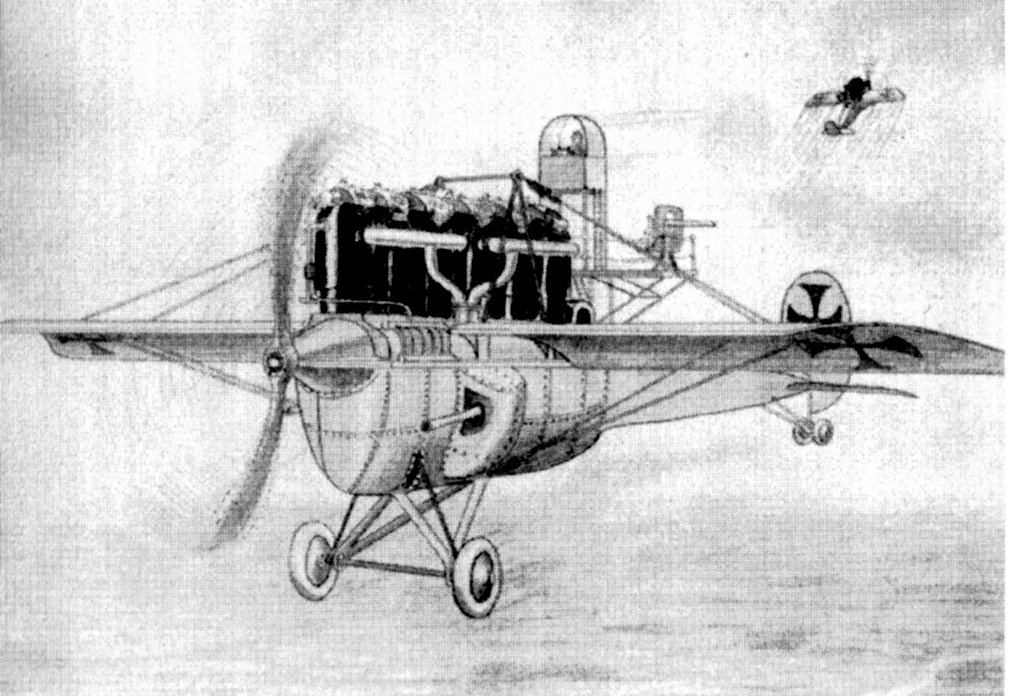
Caricature du Fokker Eindecker publiée dans le magazine britannique Flight le 3 février 1916 et tournant en dérision les exagérations publiées dans d'autres revues à propos de ce type d'avions.

La crainte suscitée par les Eindecker chez les militaires britanniques est instrumentalisée au Royaume-Uni et donne lieu à une campagne de presse qui exagère grandement les effets plutôt limités du « fléau Fokker ». Parmi les organisateurs de cette campagne figurent l'éminent journaliste et pionnier de l'aviation C. G. Grey, fondateur de The Aeroplane, l'un des premiers magazines d'aviation, et Noel Pemberton Billing, pilote du Royal Naval Air Service (RNAS), mais aussi concepteur et constructeur d'avions qui ne rencontrent pas le succès (il crée une entreprise à son nom, qui devient Supermarine en 1916) et membre du Parlement à partir de mars 1916.
L'objectif des deux hommes est d'obtenir le remplacement des Royal Aircraft Factory B.E.2 qui sont surclassés par les Fokker en 1915, et pour cela, ils s'en prennent frontalement au commandement du Royal Flying Corps ainsi qu'à la Royal Aircraft Factory. Charles Grey n'en est pas à son coup d'essai puisqu'il avait déjà attaqué dans les pages de son journal la RAF à l'époque où elle ne produisait encore que des dirigeables.

Avant que l'inaptitude du B.E.2c au combat aérien ne soit révélée par les premiers pilotes de Fokker, les critiques de Grey ne visent pas principalement la qualité technique des avions de la Royal Aircraft Factory, mais plutôt le fait qu'un organisme gouvernemental soit en concurrence avec l'industrie privée. Lorsque la nouvelle de l'efficacité des chasseurs monoplans Fokker lui parvint à la fin de 1915, Grey s'empresse d'attribuer les difficultés britanniques sur le front à l’obsolescence des équipements commandés par le gouvernement sans tenir compte des avancées de l'aviation. Il ne propose cependant aucune solution de remplacement. Noel Pemberton Billing, lui, critique ce qu'il estime être du favoritisme de la part du RFC, qui privilégie pour ses commandes la Royal Aircraft Factory, une entreprise publique possédée par le Bureau de la Guerre (qui supervise aussi le RFC). Pemberton Billing va jusqu'à dire que :
[…] des centaines, voire des milliers de machines ont été commandées et ont été appelées par nos pilotes « chair à Fokker » [en anglais : Fokker Fodder] […] Je dirais qu'un bon nombre de nos vaillants officiers du Royal Flying Corps ont été plutôt assassinés que tués au combat.
Même si l'évaluation du « fléau Fokker » est nuancée dans les décennies qui suivent, les conclusions sensationnalistes de Grey et Pemberton Billing ont encore un certain crédit aujourd'hui auprès de certains historiens. Peter Grosz écrit par exemple en 1996 : 
L'épithète Fokker Fodder a été inventée par les Britanniques pour décrire le sort de leurs avions sous les mitrailleuses des monoplans Fokker, mais étant donné la médiocrité reconnue de ce dernier, il est quelque peu choquant de réaliser à quel point le niveau de performance des avions, la formation des pilotes et les tactiques aériennes britanniques ont dû être épouvantables…
La réalité de ce « fléau Fokker » est bien différente des constats alarmants qui sont faits à l'époque. Les Eindecker n'ont pas les performances exceptionnelles que leur attribuent les pilotes alliés et leur supériorité ne vient que du fait qu'ils ont le monopole de l'armement offensif dans les airs. Dès que ce dernier est remis en question avec l'arrivée de nouveaux chasseurs alliés, les Fokker sont surclassés. De plus, ces appareils n'ont jamais été déployés en grand nombre sur le front : le 14 octobre 1915, la 6e armée ne dispose que de sept Fokker pour couvrir ses 80 km de front. Malgré cela, la période du « fléau Fokker » reste d'une importance fondamentale dans le développement de l'aviation militaire. Les Eindecker mettent en évidence l'importance du contrôle de l'espace aérien et donc de l'aviation de chasse pour protéger l'aviation de reconnaissance et de bombardement, et menacer celle de l'ennemi. 

### Poursuite de la guerre aérienne
La période de supériorité aérienne des Alliés qui suit la fin du « fléau Fokker » est brève. Au milieu du mois de septembre 1916, les premiers chasseurs Albatros D.I, armés de deux mitrailleuses, entrent en service. Les nouveaux appareils sont à nouveau en mesure de défier les avions alliés, ce qui aboutit au Bloody April (en) (avril sanglant) lors de la bataille d'Arras du 9 avril au 16 mai 1917 qui se caractérise par des pertes catastrophiques subies par les pilotes britanniques face aux Allemands. Au cours des deux années suivantes, les forces aériennes alliées surclassent progressivement en quantité et en qualité la Luftstreitkräfte, jusqu'à ce que les Allemands ne parviennent plus qu'à contrôler temporairement de petites zones du front occidental. Lorsque cette tactique devient intenable, le développement de nouveaux avions allemands commence, ce qui aboutit au Fokker D.VII, déployé en janvier 1918. Ce nouvel appareil provoque un nouveau « fléau Fokker » au cours de l'été 1918. Signe de l'effet dévastateur de ce nouveau chasseur, les conditions de l'Armistice imposent spécifiquement que l'Allemagne doit tous les remettre aux Alliés.